# 松本光弘
松本 光弘（まつもと みつひろ、1961年3月21日 - ）は、日本の警察官僚。第28代警察庁長官。神奈川県川崎市出身。

## 経歴
幼い頃はSF児童であり、『銀河帝国の興亡』（アイザック・アシモフ）、『氷河期が来る 異常気象が告げる人間の危機』（根本順吉）、『ワースト』（小室孝太郎）や『日本沈没』（小松左京）といったいわゆる「破局譚」に影響された。また、担任の教師は高度成長期に、資源がない日本の将来は松本らが支えていかねばならないと語っていた。
- 1979年 - 神奈川県立湘南高等学校卒業
- 1982年 - 国家公務員上級甲種試験（法律）合格[3]
- 1983年 - 東京大学法学部卒業、警察庁入庁
- 1986年 - 人事院行政官長期在外研究員（ハーバード大学）
- 1988年 - ハーバード大学公共政策大学院（ケネディスクール）修了[4][5]
- 1989年 - 警察庁刑事局国際刑事課課長補佐
- 1991年 - 兵庫県警察本部刑事部捜査第二課長
- 1993年 - 警察庁警備局外事第一課課長補佐
- 1994年 - 外務省在連合王国日本大使館一等書記官
- 1997年 - 警察庁長官官房国際部国際第二課理事官
- 1998年 - 警察庁警備局外事課理事官
- 2000年 - 防衛庁防衛局調査課情報運用企画室長
- 2002年 - 愛知県警察本部刑事部長
- 2004年 - 警察庁長官官房人事課企画官
- 2005年 - 警察庁警備局外事情報部国際テロリズム対策課長
- 2007年 - 警察庁長官官房参事官（右翼対策・国際担当）
- 2008年 - 警察庁警備局公安課長
- 2009年 - 福島県警察本部長
- 2012年 - 警察庁長官官房人事課長
- 2013年 - 警視庁公安部長
- 2014年 - 神奈川県警察本部長[6]
- 2015年 - 警察庁警備局外事情報部長
- 2016年 - 警察庁警備局長
- 2018年 - 警察庁長官官房長、警察庁次長
- 2020年 - 第28代警察庁長官に就任[7]
- 2021年 - 退職[8]
- 2022年 - 日本生命保険特別顧問[9]、第一三共監査役[10]
- 2023年 - 日本取引所グループ取締役[11]、三井住友海上火災保険特別顧問[12]

## 著書
- グローバル・ジハード（2008年12月、講談社、ISBN 978-4-06-215154-2）
- イスラム聖戦テロの脅威-日本はジハード主義と闘えるのか-（2015年8月、講談社、ISBN 978-4-06-272901-7）